# Central FC
Central Football Club – trynidadzko-tobagijski klub piłkarski z siedzibą w Californii, występujący w TT Pro League. Swoje mecze drużyna rozgrywa na Ato Boldon Stadium w Couva.
Klub został założony w 2012 roku z inicjatywy byłego piłkarza reprezentacji Trynidadu i Tobago, Brenta Sancho.